# شهرداری عین تسره
شهرداری عین تسره (به عربی: بلدية عين تسرة) یک شهرداری در الجزایر است که در استان برج بوعریریج واقع شده‌است. شهرداری عین تسره ۹٬۳۵۸ نفر جمعیت دارد.